# Ильиновка (Украина)
Ильино́вка (укр. Ілліні́вка, до 2016 года Ильича́) — село в Краматорском районе Донецкой области Украины. Административный центр Ильиновской сельской общины.

## Общие сведения
Население по переписи 2001 года составляло 1124 человека. Почтовый индекс — 85143. Телефонный код — 6272.

## Местная власть
85143, Донецкая область, Краматорский район, с. Ильиновка, ул. Административная, 42, кв.3.